# Iglesia de San Jorge (La Coruña)
La iglesia de San Jorge es un templo cristiano de estilo barroco situado en La Coruña (Galicia, España), obra del arquitecto Clemente Fernández Sarela. En 1975 fue declarada Bien de Interés Cultural.

## Características

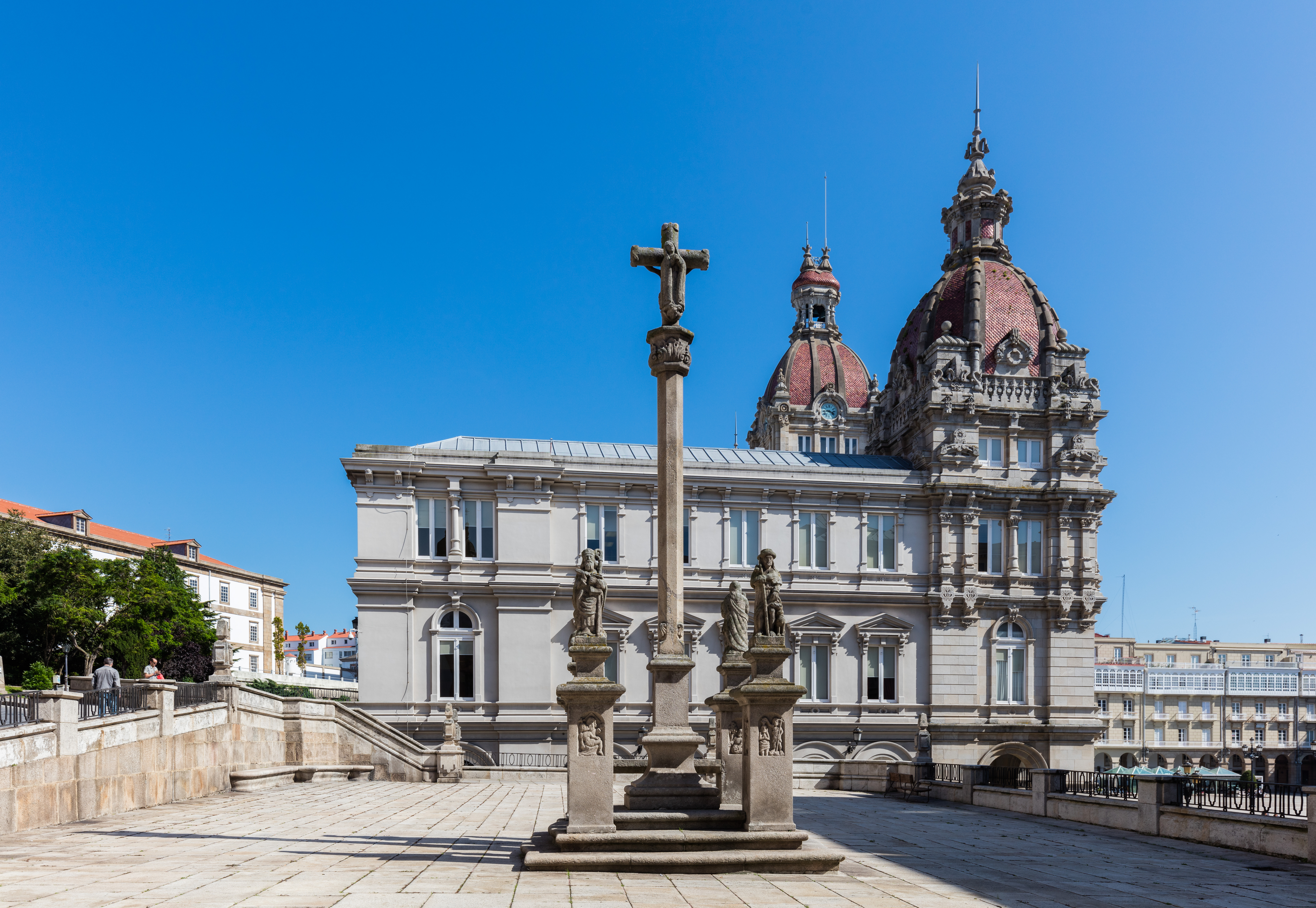
Vista del crucero y del ayuntamiento desde la entrada de la iglesia

Se trata de un templo de tres naves, exuberante decoración en su interior.
La fachada es de clara influencia compostelana, con columnas gigantes, y las trazas de ésta fueron dadas por el genial arquitecto barroco Fernando de Casas Novoa.
Un gran hueco rectangular preside la composición, mientras que los aletones recuerdan el origen jesuítico de esta arquitectura.